# Lojane
Lojane (makedonska: Лојане) är en ort i Nordmakedonien. Den ligger i kommunen Lipkovo, i den norra delen av landet, 30 kilometer nordost om huvudstaden Skopje. Lojane ligger 437 meter över havet och antalet invånare är 2 234.